# Rifugio Finonchio – „Fratelli Filzi“
Das Rifugio Finonchio – „Fratelli Filzi“ oder nur Rifugio Finonchio bzw. Rifugio Filzi (deutsch Finonchiohütte) ist eine Schutzhütte der Sektion Rovereto der Società degli Alpinisti Tridentini (SAT).

## Lage und Umgebung
Das Rifugio Finonchio liegt im Gemeindegebiet von Rovereto in der Provinz Trient auf 1589 m s.l.m. Die Hütte steht nur wenige Meter unterhalb des Gipfels des Monte Finonchio. In unmittelbarer Nähe befinden sich eine Reihe von Rundfunk- und Fernsehsendemasten, die auch vom Etschtal aus gut zu erkennen sind.

## Geschichte
Die ersten Pläne eine Schutzhütte auf dem Monte Finonchio zu errichten, reichen auf die Zeit vor dem Ersten Weltkrieg zurück, als der Monte Finonchio zu einem beliebten Ausflugsziel für die Oberschicht Roveretos wurde. 1912 konnten die Fundamente für die Hütte gelegt werden, zu einem weiteren Ausbau kam es aber aufgrund des Ersten Weltkrieges nicht mehr.
Erst nach Ende des Krieges wurden die Pläne für den Weiterbau wieder aufgenommen. 1929 begann die Arbeiten und bereits ein Jahr später konnte das Rifugio eingeweiht werden. Benannt wurde es im Gedenken an die beiden im Krieg auf italienischer Seite gefallenen und in Rovereto aufgewachsenen Brüder Fabio und Fausto Filzi.
Im Zweiten Weltkrieg wurde die Hütte durch Plünderungen schwer in Mitleidenschaft gezogen, so dass am Ende des Krieges nur noch einige Mauern standen. Mit dem Neubau, den man sofort nach Kriegsende anstrebte, wurde aber erst 1956 begonnen und das neue Rifugio Filzi mit seinem charakteristischen halbrunden Dach konnte schließlich ein Jahr später eröffnet werden.
2010 entschloss sich die SAT-Sektion Rovereto zu einer umfangreichen Sanierung der Hütte und im Juli 2014 konnte die vollständig renovierte Hütte wieder eröffnet werden.

## Zugänge
- Von Guardia, 868 m ⊙ auf Weg 104 (2 Stunden)
- Von Moietto, 924 m ⊙ auf Weg 103 (2 Stunden)
- Von Pornàl-Diéneri, 1134 m ⊙ auf Weg 107 (1 Stunde 45 Minuten)
- Von Serrada, 1250 m ⊙ auf Weg 104 (1 Stunde 30 Minuten)

## Gipfelbesteigungen
- Monte Finonchio, 1603 m ⊙ 5 Minuten